# 1614 a tudományban
Az 1614. év a tudományban és a technikában.

## Matematika
- John Napier feltalálta a logaritmust.

## Halálozások
- Pedro Fernandes de Queirós felfedező (* 1565)